# Дубрава код Тисна
Дубрава код Тисна је насељено мјесто у Далмацији. Припада општини Тисно, у Шибенско-книнској жупанији, Република Хрватска.

## Географија
Дубрава код Тисна се налази око 7,5 км сјевероисточно од Тисна.

## Историја
Насеље се до територијалне реорганизације у Хрватској налазило у некадашњој великој општини Шибеник.

## Становништво
Према попису становништва из 2011. године, насеље Дубрава код Тисна је имала 179 становника.
| Демографија | Демографија | Демографија |
| Година      | Становника  | Становника  |
| ----------- | ----------- | ----------- |
| 1971.       | 218         |             |
| 1981.       | 170         |             |
| 1991.       | 203         |             |
| 2001.       | 185         |             |
| 2011.       |             | 179         |